# Лаховна
Лаховна (на словенски: Lahovna) е село в Словения, Савински регион, община Целе. Според Националната статистическа служба на Република Словения през 2015 г. селото има 113 жители.